# Mr. Jinx (canción)
Mr. Jinx publicado como "Mr. Jinx (We' ve Got It Right)") es una canción de Hip hop del 2002 de Quarashi lanzada como el segundo sencillo de su álbum debut americano, Jinx. La canción es recordada por su pegadizo y alegre gancho que fue muestreado de la banda soul de los años 70, la canción de Nueva York, "Sanity". La canción también contiene elementos de Funk, y ha sido descrita por Sölvi Blöndal, el productor del álbum Jinx y miembro de Quarashi, como algo "hecho por una banda de música de los años 60". Blöndal ha dicho que "Mr. Jinx" es su canción favorita de Quarashi.
Si bien "Mr. Jinx" no fue un éxito para Quarashi, la canción ha sido utilizada como música de fondo para varios programas de televisión, sobre todo como la canción escuchada durante los comerciales de la NBA en TNT de 2003-2005. El "Sr. Jinx" también fue presentado en el videojuego más vendido, Madden NFL 2003

## Video Musical
El video musical de "Mr. Jinx" es un favorito de los fanes de Quarashi. Dirigido por Charles Jensen y producido por Bob Sexton, el vídeo es un homenaje a la película de 1998, Corre, Lola, corre, y protagoniza Hössi Olafsson, uno de los miembros de Quarashi, como él mismo, tratando de llegar a un concierto de Quarashi a tiempo. El video musical para "Mr. Jinx" fue lanzado el 3 de septiembre de 2002. Fue votado como el MTV's Viewers Pick para la semana del 20 de septiembre de 2002, y estuvo en rotación regular en MTV, MTV2 y Much Music. Desafortunadamente, en noviembre de 2002, el video ya no se estaba reproduciendo en ninguno de esos canales (a excepción de Much Music, donde aún se estaba emitiendo en diciembre), y de hecho, nunca se ha reproducido en ninguno de esos canales desde entonces. El "Sr. Jinx" fue el último video musical de Quarashi que se reprodujo en MTV, MTV2 y Much Music.

## Trivia
- La canción "Sanity" de la ciudad de Nueva York también fue incluida en la canción "Proper Propaganda" de Dilated Peoples, que apareció en su álbum de 2001, Expansion Team.
- El túnel y la autopista en algún lugar de California mostrados en el video musical "Mr. Jinx", fueron mostrados de nuevo en el video musical del éxito de The Pussycat Dolls,"Don't Cha".

- Datos: Q16953825